# おかえりなさい秋のテーマ - 絹のシャツを着た女
「おかえりなさい秋のテーマ - 絹のシャツを着た女」（おかえりなさいあきのテーマ きぬのシャツをきたおんな、WOMAN IN A SILKEN SHIRT）は、1980年8月1日に発売された加藤和彦のソロ名義による8枚目のシングルである。

## 解説
「おかえりなさい秋のテーマ - 絹のシャツを着た女」は加藤和彦が制作した資生堂のCMタイアップ・シングルで、安井かずみが歌詞を書き、YMOのメンバーに大村憲司と松武秀樹を交えて東京のアルファレコード・スタジオAでレコーディングされた。歌詞では秋の失恋が描かれ、サウンド面ではタンゴやテクノポップなどの要素が聴きとれる。カップリング曲には1979年発表のアルバム『パパ・ヘミングウェイ』収録の「サン・サルヴァドール」が使用された。なお、当シングルの非売プロモーション盤はカバーが異なっている。

## アートワーク
アートワークは奥村靫正が担当し、イラストと写真のコラージュによるカバーが制作された。一方、プロモーション盤には資生堂の女性モデルを起用したカバーが使われており、そちらには裏面にメロディー譜が記載されている。

## 収録曲 / パーソネル
- 全作詞：安井かずみ、作編曲：加藤和彦
- 収録時間はオリジナル・シングルレコードの表記に基づく。

### SIDE 1
1. おかえりなさい秋のテーマ - 絹のシャツを着た女 (WOMAN IN A SILKEN SHIRT)  –  (4:11)
  - 加藤和彦 - ヴォーカル、ギター
  - 大村憲司 - ギター
  - 細野晴臣 - ベース
  - 高橋幸宏 - ドラムス
  - 坂本龍一 - ピアノ、プロフェット5
  - 松武秀樹 - シンセサイザー・マニピュレーター

### SIDE 2
1. サン・サルヴァドール (SAN SALVADOR)  –  (3:38)
  - 加藤和彦 - ヴォーカル、ギター
  - 大村憲司 - ギター
  - 小原礼 - ベース
  - 高橋幸宏 - ドラムス
  - 坂本龍一 - フェンダー・ローズ
  - マイク・ルイス - アルトサックス

## アルバム収録
シングル「おかえりなさい秋のテーマ - 絹のシャツを着た女」はアナログレコードのアルバムには収録されず、1982年に発売された、カセット限定のコンピレーション・アルバム『さらばミシシッピー - ニュー・ミュージック・ベスト・ヒット』に初収録された。CDでは2014年に発売されたCD付き書籍『バハマ・ベルリン・パリ〜加藤和彦 ヨーロッパ3部作』のボーナス・トラックとしてお目見えした。ただし、1980年9月に発表したアルバム『うたかたのオペラ』には「絹のシャツを着た女」というタイトルで、シングルと異なるミックスの音源が収録されている。